# Strophostyles helvula
Strophostyles helvula är en ärtväxtart som först beskrevs av Carl von Linné, och fick sitt nu gällande namn av Stephen Elliott. Strophostyles helvula ingår i släktet Strophostyles och familjen ärtväxter. Inga underarter finns listade i Catalogue of Life.